# Dicliptera lanceolata
Dicliptera lanceolata är en akantusväxtart som först beskrevs av Gustav Lindau, och fick sitt nu gällande namn av I.Darbysh. och Kordofani. Dicliptera lanceolata ingår i släktet Dicliptera och familjen akantusväxter. Inga underarter finns listade i Catalogue of Life.